# Paisagem Arqueológica das Primeiras Plantações de Café do Sudeste de Cuba
A Paisagem Arqueológica das Primeiras Plantações de Café do Sudeste de Cuba é um conjunto de 171 fazendas franco-haitianas construídas nos séculos XIX e XX. Localiza-se nas montanhas de Santiago e Guantánamo, no sudeste de Cuba.